# ウルバン・フランツ
ウルバン・フランツ（Urban Franc、1975年7月5日 - ）はスロベニア、ブレッド出身の元スキージャンプ選手。1990年代にスロベニア代表として国際大会で活躍した。

## プロフィール
16歳だった1992年3月29日に地元プラニツァのラージヒルでスキージャンプ・ワールドカップにデビューし54位となった。翌シーズンの序盤、1992年12月5日のラージヒル（スウェーデン、ファルン）で2位となった。しかし彼の国際大会キャリアではこれが自己最高位である。
その後あまり目立った成績を残せずにいたが、1996年のスキーフライング世界選手権（オーストリア、バート・ミッテルンドルフ）で銅メダルを獲得、同年3月15日のフライング（チェコ、ハラコフ）で8位となった。
1998年の長野オリンピック代表に選出されてノーマルヒルに出場したが42位。1998-1999シーズンを最後に現役を退いた。